# Сідні Коулман
Сідні Річард Коулман (англ. Sidney Richard Coleman; 7 березня 1937, Чикаго — 18 листопада 2007, Кембридж) — американський фізик-теоретик. Учень Маррі Гелл-Манна. Відомий своїми роботами в галузі фізики високих енергій.
Член Національної академії наук США (1980).
Народився в єврейській родині російського походження. У дев'ятирічному віці залишився без батька і сім'я була змушена переселитися в неблагополучний район міста. У 1957 році закінчив фізичний факультет Іллінойського технологічного інституту.
Після отримання PhD в Калтесі в 1962 році, перебрався до Гарвардського університету на один рік, де він провів більшу частину своєї кар'єри і зустрів майбутню дружину Діану. Вони одружилися в 1982 році.
Лекції Коулмана в Гарварді вважалися легендарними. Незважаючи на схвальні відгуки, йому не подобалося викладати студентам або бути їх керівником.